# Graphomya mellina
Graphomya mellina är en tvåvingeart som först beskrevs av Stein 1909.  Graphomya mellina ingår i släktet Graphomya och familjen husflugor. Inga underarter finns listade i Catalogue of Life.